# Folkmarská skala
Folkmarská skala este o arie protejată (arie specială de conservare — SAC, sit de importanță comunitară — SCI) din Slovacia întinsă pe o suprafață de 136,77 ha, integral pe uscat.

## Localizare
Centrul sitului Folkmarská skala este situat la coordonatele 48°49′50″N 21°00′33″E / 48.830556°N 21.009167°E.

## Înființare
Situl Folkmarská skala a fost declarat sit de importanță comunitară în aprilie 2004 pentru a proteja 1 specie de plante. Situl a fost protejat și ca arie specială de conservare în martie 2004.

## Biodiversitate
Situată în ecoregiunea alpină, aria protejată conține 10 habitate naturale: Pajiști panonice carstice (Stipo-Festucetalia pallentis), Pajiști uscate seminaturale și facies de acoperire cu tufișuri pe substraturi calcaroase (Festuco-Brometalia) (* situri importante pentru orhidee), Pante stâncoase calcaroase cu vegetație casmofită, Peșteri inaccesibile publicului, Păduri de fag Asperulo-Fagetum, Păduri pe pante, grohotișuri și ravene de Tilio-Acerion, Păduri de fag Luzulo-Fagetum, Fânețe de joasă altitudine (Alopecurus pratensis, Sanguisorba officinalis), Păduri de fag din Europa Centrală dezvoltate pe sol calcaros cu Cephalanthero-Fagion, Pajiști alpine și subalpine calcaroase.
La baza desemnării sitului se află o specie protejată de  plante: Pulsatilla slavica.
Pe lângă speciile protejate, pe teritoriul sitului au mai fost identificate 27 de specii de plante, 1 specie de reptile.